# Acords de Lusaka
Els acords de Lusaka van ser signats entre l'estat de Portugal i el Front d'Alliberament de Moçambic (FRELIMO) el dia 7 de setembre de 1974, a Lusaka (Zàmbia), per posar fi a la guerra de Moçambic i establir la independència del país. Pel costat portuguès signaren Ernesto Augusto de Melo Antunes (ministre sense cartera), Mário Soares (canceller), António de Almeida Santos (Ministre de Coordinació Interterritorial), Víctor Manuel Trigueiros Crespo (Consell d'Estat), Antero Sobral (Secretaria d'Estat de Treball i Assegurament Social govern provisional de Moçambic), Nuno Alexandre Lousada (tinent general d'infanteria), Vasco Fernando Leote de Almeida e Costa (tinent de la flota) i Luis Antonio Casanova de Moura Ferreira (major d'infanteria), mentre que pel Frelimo va signar Samora Machel.
L'Estat portuguès va reconèixer formalment el dret del poble de Moçambic a la independència i, en conseqüència, va acordar amb el FRELIMO el principi de transferència de poders (Clàusula 1). En l'àmbit dels mateixos acords es va establir que la independència completa de Moçambic seria solemnement proclamada el 25 de juny de 1975, data que coincidia amb l'aniversari de la fundació del FRELIMO (Clàusula 2).
A més, es va establir el règim jurídic que estaria en vigor durant el període de transició per a la independència (Clàusula 3). Tal règim va consistir, essencialment, en una divisió de poders sobre el territori, confiant-se la sobirania a l'estat portuguès, representat per un Alt Comissari (Clàusula 4) i un govern i administració en mans del FRELIMO, a qui es reconeixia la capacitat per designar Primer Ministre i dos terços dels ministres (Clàusules 6 i 7).